# St. Martinus (Niederembt)

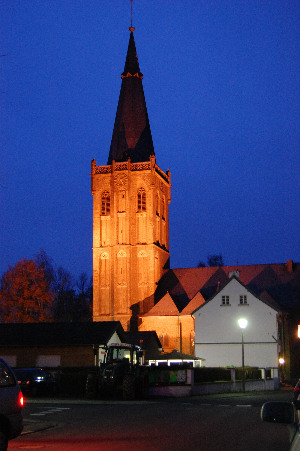
St. Martinus in Niederembt

St. Martinus ist die römisch-katholische Pfarrkirche des Ortsteils Niederembt der Stadt Elsdorf (Rheinland) im Rhein-Erft-Kreis (Nordrhein-Westfalen).
Die Kirche ist unter Nummer 151 in die Liste der Baudenkmäler in Elsdorf (Rheinland) eingetragen und dem hl. Martin von Tours geweiht.

## Geschichte
Eine Kirche in Niederembt wurde das erste Mal 1081 urkundlich erwähnt. Dabei wurde der Abtei St. Pantaleon in Köln der Zehnt übertragen. 1274 war Niederembt schon eigenständige Pfarrei. Im Liber valoris aus der Zeit um 1300 wurde die Niederembter Kirche ebenfalls als Pfarrkirche aufgeführt. Von diesem mehrfach erwähnten Bauwerk sind heute keine Spuren mehr erhalten. Es handelte sich vermutlich um ein romanisches Gotteshaus.
In den 1490er Jahren wurde die alte romanische Kirche durch einen zweischiffigen, gotischen Neubau mit flachem Chor ersetzt, welcher 1496 oder 1499 vollendet wurde. 1512 wurde schließlich im Westen dem Hauptschiff ein sehr massiver Glockenturm vorgebaut. Dieser besaß wahrscheinlich von Anfang an einen schiefen Turmhelm, was den Niederembtern im Laufe der Zeit auch Spott aus den Nachbardörfern einbrachte. In dieser Form bestand St. Martinus bis 1893.
Da die Kirche für die angewachsene Bevölkerungszahl zu klein geworden war, wurde der zweischiffige Bau 1893 um ein südliches Seitenschiff erweitert und der bisherige Chor durch einen neuen, dreiseitig geschlossenen Chor ersetzt. Beides wurde im Baustil der Neugotik umgesetzt. Dabei wurden das alte gotische Hauptschiff sowie das nördliche Seitenschiff restauriert. Im Jahr 1900 wurde der gotische Glockenturm restauriert und erhielt seinen heutigen Turmhelm. Sowohl die Erweiterung 1893, als auch die Restaurierung des Turmes erfolgten nach Planungen des Kölner Architekten Theodor Roß. Im Jahr 1956 wurde eine neue Sakristei angebaut.

## Architektur
St. Martinus ist eine gotisch-neugotische vierjochige Hallenkirche mit einem dreiseitig geschlossenem Chor im Osten und einem vorgebauten, dreigeschossigen Glockenturm im Westen. Die gesamte Kirche wird von Kreuzrippengewölben überspannt. Die Fenster besitzen alle Maßwerk und sind zweibahnig. Der Turm wird von einem achtseitigen Turmhelm bekrönt.

## Ausstattung
In der Kirche befinden sich ein Taufstein aus dem 15. Jahrhundert und ein Beichtstuhl des 18. Jahrhunderts. Im Zuge der Restaurierung der Kirche Ende des 19. Jahrhunderts entwarf Architekt Theodor Roß eine neogotische Ausstattung. Davon erhalten geblieben sind die Kommunionbank, der Hochaltar, die Seitenaltäre, die Kanzel, die Kreuzwegstationen und die Kirchenbänke.

## Glocken
Vor dem Ersten Weltkrieg hingen im Glockenstuhl zwei Bronzeglocken aus den Jahren 1619 (gegossen von François
Raclé) und 1764 (gegossen von Martin Legros). Nur die Glocke von 1619 verblieb in Niederembt, die andere wurde für Kriegszwecke eingeschmolzen. Nach dem Ersten Weltkrieg wurden 1922 und 1923 zwei neue Glocken von Karl Richard Heinrich Ulrich aus Apolda gegossen. Diese beiden Glocken wurden im Zweiten Weltkrieg eingeschmolzen. Nach dem Krieg wurden schließlich 1947 vier Stahlglocken beim Bochumer Verein für Gußstahlfabrikation gegossen, sodass nun im Turm fünf Glocken hängen. Die Dreifaltigkeitsglocke ist die zweitgrößte Stahlglocke im Erzbistum Köln
| Nr. | Name           | Durchmesser (mm) | Masse (kg, ca.) | Schlagton (HT-1/16) | Gießer                                          | Gussjahr |
| 1   | Dreifaltigkeit | 2.246            | 4.600           | gis° −1             | Bochumer Verein für Gußstahlfabrikation, Bochum | 1947     |
| 2   | Maria          | 1.887            | 2.700           | h° +6               | Bochumer Verein für Gußstahlfabrikation, Bochum | 1947     |
| 3   | Josef          | 1.681            | 1.900           | cis′ +5             | Bochumer Verein für Gußstahlfabrikation, Bochum | 1947     |
| 4   | Martinus       | 1.498            | 1.340           | dis′ +3             | Bochumer Verein für Gußstahlfabrikation, Bochum | 1947     |
| 5   | Alte Martinus  | 1.220            | 900             | cis′ −1             | François Raclé, Damblain                        | 1619     |

Motiv: O Heiland, reiß die Himmel auf